# رأس سلقطة
رأس سلقطة هو رأس يقع على الساحل الشرقي للبلاد التونسية، يتبع إداريا إلى ولاية المهدية.
| رأس سلقطة |